# Blinded by the Light
"Blinded by the Light" je pjesma koju je napisao i originalno snimio Bruce Springsteen. Bila je to prva pjesma i prvi singl sa Springsteenova debitanskog albuma Greetings from Asbury Park, N.J. iz 1973.
Springsteenova verzija isprva se pokazala neuspješnom te se nije uspjela probiti na glazbene ljestvice, ali se kasnije puštala na radijskim postajama progresivng rocka.

## Druge verzije
Verzija koju je snimio Manfred Mann's Earth Band bila je veliki hit. Objavljena je na albumu The Roaring Silence, a 19. veljače 1977. je dostigla prvu poziciju na Billboardovoj Hot 100 ljestvici te prvu poziciju na kanadskoj RPM ljestvici istog dana. Zaključno s 2008., ova verzija je još uvijek Springsteenov jedini broj 1 singl kao kantautora na Hot 100. Pjesma se pojavila u filmu Bijeli prah iz 2001.
6. travnja 2007. njemački DJ Michael Mind je objavio nekoliko remikseva pod nazivom Michael Mind featuring Manfred Mann's Earth Band, s dodatkom elektroničkih ritmova na veliki hit iz 1977. Pjesma se našla na 12. poziciji njemačkih ljestvica.

## Stihovi
Springsteen je napisao "Blinded by the Light" nakon što je završio većinu drugih pjesama s albuma. Osim toga, to je jedna od nekolicine pjesama za koje je Springsteen napisao stihove prije aranžiranja glazbe. Sama pjesma sadrži mnoge reference:
- "Madman drummers bummers" - Vinnie "Mad Dog" Lopez, prvi bubnjar E Street Banda.
- "Indians in the summer" - Springsteenova dječja bjezbolska momčad iz djetinjstva.
- "In the dumps with the mumps" - biti zaražen zaušnjacima.
- "Some all hot, half-shot, heading for a hot spot, snapping fingers clapping his hands" - Biti "sveznajući dječak koji odrasta, a koji zapravo ne zna ništa."
- "Silicone Sister" - plesačica u jednom od striptiz klubova u Asbury Parku.

## Vanjske poveznice
- Stihovi "Blinded by the Light" na službenoj stranici Brucea Springsteena